# Теренкольський сільський округ (Теренкольський район)
Теренко́льський сільський округ (каз. Тереңкөл ауылдық округі, рос. Теренкольский сельский округ) — адміністративна одиниця у складі Теренкольського району Павлодарської області Казахстану. Адміністративний центр — село Теренколь.
Населення — 8507 осіб (2021; 7710 у 2009, 9136 у 1999, 11355 у 1989).
Станом на 1989 рік існувала Качирська селищна рада (смт Качири), села Интали та Юбілейне перебували у складі Івановської сільської ради. Село Юбілейне та територія площею 8,46 км² були передані до складу округу 2005 року зі складу Івановського сільського округу. До 2008 року округ називався Качирським.

## Склад
До складу округу входять такі населені пункти:
| Населений пункт | Старі назви | Населення, осіб (1989) | Населення, осіб (1999) | Населення, осіб (2009) | Населення, осіб (2021) |
| --------------- | ----------- | ---------------------- | ---------------------- | ---------------------- | ---------------------- |
| Интали, село    | -           | 454                    | 318                    | 213                    | 187                    |
| Теренколь, село | Качири      | 10636                  | 8585                   | 7355                   | 8208                   |
| Юбілейне, село  | -           | 265                    | 233                    | 142                    | 112                    |